# Nacka stad (projekt)
Nacka stad är ett stadsbyggnadsprojekt i kommundelen Sicklaön  inom Nacka kommun, strax öster om centrala Stockholm. 

## Bakgrund
I samband med Stockholmsförhandlingen 2013 överenskoms mellan svenska staten, Stockholms läns landsting och Nacka kommun att tunnelbanans blå linje skulle byggas ut från nuvarande ändstation Kungsträdgården via Södermalm och Hammarby sjöstad ut mot Nacka. Nacka kommun åtog sig att arbeta för byggandet av  14 000 nya bostäder och 10 000 nya arbetsplaser inom den nya tunnelbanans upptagningsområde fram till år 2030. En strukturplan för området publicerades hösten 2016.